# Missouri State Bears

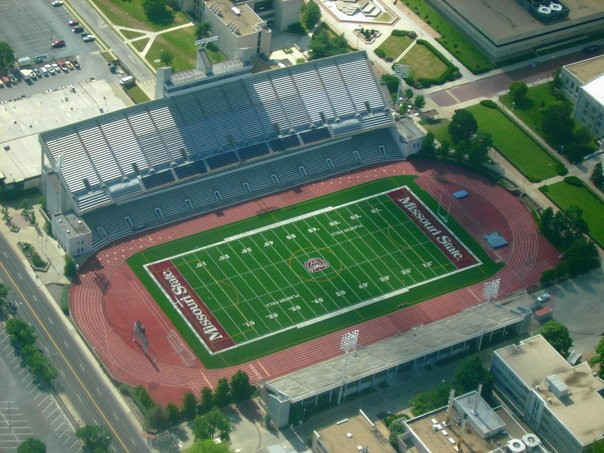
Robert W. Plaster Stadium

Missouri State Bears (español: Osos de la Estatal de Misuri) es el equipo deportivo de la Universidad Estatal de Misuri, situada en Springfield, Misuri. Los equipos de los Bears participan en las competiciones universitarias organizadas por la NCAA, y forman parte de la Conference USA (CUSA). A los equipos femeninos se les denomina Lady Bears  excepto en voleibol de playa, que utiliza Beach Bears.

## Programa deportivo
Los Bears participan en las siguientes modalidades deportivas:
| - Masculino - Béisbol - Baloncesto - Fútbol americano - Natación y Saltos - Golf - Fútbol | - Femenino - Acrobacia y tumbling - Baloncesto - Cross - Fútbol - Golf - Sóftbol - Stunt - Tenis - Voleibol de interior - Voleibol de playa - Atletismo - Atletismo cubierta - Natación y Saltos |

1. ↑  Esta combinación de disciplinas de gimnasia, clasificadas como un solo deporte, forma parte del programa de NCAA Emerging Sports for Women (español: Deportes Emergentes para Mujeres de la NCAA).
2. ↑  Stunt es una disciplina de porrista que enfatiza la acrobacia. Es parte del programa de NCAA Emerging Sports for Women.

### Baloncesto
El equipo masculino de baloncesto ha logrado clasificarse en 6 ocasiones para la fase final del torneo de la NCAA, obteniendo su mejor resultado en 1999, cuando cayeron derrotados en octavos de final ante Duke. Han participado además en 8 ediciones del NIT. En cuanto a títulos de conferencia han logrado 24, aunque la mayoría de ellos cuando militaban en la División II de la NCAA.
Solamente 3 jugadores han llegado a la NBA procedentes de Missouri State, y ninguno de ellos de relevancia.